# Han Dingxiang
Han Dingxiang (chiń. 韩鼎祥, pinyin Hán Dǐngxiáng; ur. 17 maja 1937, zm. 9 września 2007) – chiński biskup katolickiego Kościoła podziemnego
Na duchownego został wyświęcony w 1986 r., a w trzy lata później mianowany biskupem tak zwanego Kościoła podziemnego, zrzeszającego katolików wiernych papieżowi i stolicy apostolskiej. Znany był z otwartego deklarowania swojej wierności i lojalności wobec papieża i Watykanu. Ponad połowę swojego życia spędził w więzieniach, a ostatnie 8 lat życia do momentu śmierci w areszcie policyjnym.
Zmarł w szpitalu gdzie trafił z dolegliwościami zdrowotnymi na które cierpiał, tuż przed śmiercią do chorego dopuszczono na krótko członków rodziny. Ciało biskupa skremowano w 6 godzin po zgonie, nie godząc się na katolicki pochówek. 